# 生産手段
生産手段（せいさんしゅだん、英: means of production）とは、マルクス経済学において労働と結合して生産物を生み出すために使われる物的要素を指す。機械、道具などの労働手段と、原材料などの労働対象に分けられる。人間の生産する生産手段を生産財という。

## 概説
近代の資本主義経済では生産手段の私的所有が基本となっており、生産手段を持つ資本家が労働力を購入して商品を生産する。その際に生産手段の価値は生産物に移転される。価値を作り出すのは労働だけであり、労働が作り出して生産物に付け加える価値は労働力の価値よりも大きい。その超過分が剰余価値であり、利潤の源泉となる。
社会主義経済では生産手段の私的所有は廃止され、生産は社会化される、と考えられた。現実の社会主義国家では社会化は国有化と同一視され、生産手段の国有化をもって社会主義が実現したかのように主張されることが多かった。